# Санта Марија дел Чедро (Козенца)
Санта Марија дел Чедро (итал. Santa Maria del Cedro) је насеље у Италији у округу Козенца, региону Калабрија.
Према процени из 2011. у насељу је живело 1512 становника. Насеље се налази на надморској висини од 135 м.

## Становништво
Према резултатима пописа становништва 2011. у општини је живело 4.897 становника.
| 1931. | 1936. | 1951. | 1961. | 1971. | 1981. | 1991. | 2001. | 2011. |
| ----- | ----- | ----- | ----- | ----- | ----- | ----- | ----- | ----- |
| 1.689 | 1.912 | 2.547 | 2.975 | 3.219 | 3.978 | 4.674 | 4.831 | 4.897 |

## Партнерски градови
- Долњи Бенешов